# オートーガ郡 (アラバマ州)
オートーガ郡（英: Autauga County）は、アメリカ合衆国アラバマ州の中央部に位置する郡である。人口は5万8805人（2020年）。郡庁所在地は プラットビルであり、同郡で人口最大の都市である。
オートーガ郡は、モンゴメリー都市圏に属している。

## 歴史
オートーガ郡はアラバマが州になる1年前の1818年11月21日に、アラバマ準州議会によって設立された。当初は、現在のエルモア郡やチルトン郡の領域も含まれていた。当時はオートーガ族インディアン（別名タワサ族）が、この地域の主に「アタギ」（清澄な水を意味する）と呼ばれるクリーク（開拓者はパールウォーター・クリークと呼んでいた）の岸にあるやはりアタギという集落に住んでいた。オートーガ族はアリバム族の一員だった。彼らはクリーク戦争のときにアンドリュー・ジャクソンの侵略に抗して多くの戦士を送った。オートーガ郡の領域は1814年のジャクソン砦条約でクリーク族が譲渡した領域に入っていた。最初の郡庁所在地はジャクソンズミルだったが、そこでの集会は新しく恒久的な郡庁所在地をワシントンに選定するだけのものであり、ワシントンは郡南東隅にある元のアタギの場所に設立されていた。1830年、郡庁所在地はより中心に近いキングストンに移され、ワシントンの町は衰退して1830年代後半には完全に放棄された。
1833年、ダニエル・プラットがオートーガ郡に入り、オートーガ・クリークの滝線、アタギの北に新しくプラットビルの町を設立した。そのコットン・ジンの工場はすぐに世界最大の綿糸製造所となり、アラバマ州での最初の主要工業となった。南北戦争前に南軍のための戦闘部隊プラットビル竜騎兵隊を編成したのは、プラットの工場であり、プラットの資金的援助があったからだった。その他郡内で結成された部隊としては、オートーガ・ライフル隊（オートーガビル）、ジョン・スティール衛兵隊（西オートーガ中隊）、バリナ・ライフル隊（北オートーガ中隊）があった。南北戦争の戦闘が郡内で行われることなく、プラットは戦後間もなく北部の口座から負債の支払い分を確保でき、レコンストラクション時代の無力化を軽減できた。
元はダニエル・プラットの奴隷だったチャールズ・アトウッドが奴隷解放後すぐにプラットビル中心にあった家屋を購入し、プラットのサウス・アンド・ノース鉄道では設立投資家の一人になった。1860年代に既にアラバマ州の都市で、このように土地を所有するアフリカ系アメリカ人の存在は例外的なものだった。
1866年にエルモア郡、1868年にチルトン郡が分離し、オートーガ郡の郡庁所在地は人口が集まるプラットビルに移され、1870年には地元建設業者ジョージ・L・スミスによって新庁舎が完成した。1906年、それまでの庁舎の1ブロック北に修正リチャードソン・ロマネスク様式の新しく大きな庁舎が建設された。この建物はバーミングハム市のブルース建築会社が設計し、モンゴメリー市のドブソン&バイナムが建設した。

## 気候
オートーガ郡はアメリカ合衆国の南部平原生態準地域にあることで、温暖湿潤気候にある.。

## 地理
アメリカ合衆国国勢調査局に拠れば、郡域全面積は604.45平方マイル (1,565.5 km2)であり、このうち陸地595.97平方マイル (1,543.6 km2)、水域は8.48平方マイル (22.0 km2)で水域率は1.40%である。

### 主要高規格道路
- 州間高速道路65号線
- アメリカ国道31号線
- アメリカ国道82号線
- アラバマ州道14号線
- アラバマ州道143号線

### 隣接する郡
- チルトン郡 - 北
- エルモア郡 - 東
- モンゴメリー郡 - 南東
- ラウンズ郡 - 南
- ダラス郡 - 西

## 人口動態
以下は2000年国勢調査による人口統計データである。
| 基礎データ - 人口: 43,671人 - 世帯数: 16,003 世帯 - 家族数: 12,354 家族 - 人口密度: 28人/km2（73人/mi2） - 住居数: 17,662軒 - 住居密度: 11軒/km2（30軒/mi2） 人種別人口構成 - 白人: 80.65% - アフリカン・アメリカン: 17.11% - ネイティブ・アメリカン: 0.44% - アジア人: 0.46% - 太平洋諸島系: 0.03% - その他の人種: 0.38% - 混血: 0.93% - ヒスパニック・ラテン系: 1.40% 年齢別人口構成 - 18歳未満: 28.6% - 18-24歳: 8.0% - 25-44歳: 30.7% - 45-64歳: 22.5% - 65歳以上: 10.2% - 年齢の中央値: 35歳 - 性比（女性100人あたり男性の人口） - 総人口: 94.5 - 18歳以上: 90.6 | 世帯と家族（対世帯数） - 18歳未満の子供がいる: 39.1% - 結婚・同居している夫婦: 60.3% - 未婚・離婚・死別女性が世帯主: 13.1% - 非家族世帯: 22.8% - 単身世帯: 19.9% - 65歳以上の老人1人暮らし: 7.6% - 平均構成人数 - 世帯: 2.71人 - 家族: 3.12人 収入と家計 - 収入の中央値 - 世帯: 42,013米ドル - 家族: 48,458米ドル - 性別 - 男性: 35,168米ドル - 女性: 22,859米ドル - 人口1人あたり収入: 18,518米ドル - 貧困線以下 - 対人口: 10.9% - 対家族数: 8.2% - 18歳未満: 13.6% - 65歳以上: 14.4% |

2000年時点で信者数の多い宗教会派は、福音主義プロテスタントの18,893人とメインライン・プロテスタントの3,657人だった。宗教組織としては南部バプテスト連盟14,727人とユナイテッド・メソジスト教会3,305人だった。

## 都市と町

### 都市
- プラットビル（郡庁所在地）
- ミルブルック（小部分）

### 町
- オートーガビル
- ビリングスリー

### 未編入の町
- ブース
- ジョーンズ
- マーベリー
- パインレベル

## 教育
郡内の公共教育はオートーガ郡教育学区が管轄している。

## 見どころ
郡内にはワイルダネス公園、ヘリテージ公園、オーバールック記念公園など幾つかの公園がある。

## 著名な出身者
- ウィルソン・ピケット、ソウル・R&B歌手、プラットビル生まれ、『真夜中に』（In the Midnight Hour）や『マスタング・サリー』（Mustang Sally）の歌で著名

## 郡政府
郡政委員会は5人の委員で構成され、委員は郡内5つの選挙区からそれぞれ選ばれている。